# 1990年ウィンブルドン選手権
1990年 ウィンブルドン選手権（1990ねんウィンブルドンせんしゅけん、The Championships, Wimbledon 1990）は、イギリス・ロンドン郊外にある「オールイングランド・ローンテニス・アンド・クローケー・クラブ」にて、1990年6月25日から7月8日にかけて開催された。

## シード選手

### 男子シングルス
1. イワン・レンドル　（ベスト4）
2. ボリス・ベッカー　（準優勝）
3. ステファン・エドベリ　（優勝、2年ぶり2度目）
4. ジョン・マッケンロー　（1回戦）
5. アンドレス・ゴメス　（1回戦）
6. ティム・メイヨット　（1回戦）
7. ブラッド・ギルバート　（ベスト8）
8. （大会開始前に棄権）
9. ジム・クーリエ　（3回戦）
10. ヨナス・スベンソン　（3回戦）
11. ギー・フォルジェ　（4回戦）
12. ピート・サンプラス　（1回戦）
13. マイケル・チャン　（4回戦）
14. ペトル・コルダ　（1回戦）
15. アンリ・ルコント　（2回戦）
16. ヤニック・ノア　（1回戦）

### 女子シングルス
1. シュテフィ・グラフ　（ベスト4）
2. マルチナ・ナブラチロワ　（優勝、3年ぶり9度目）
3. モニカ・セレシュ　（ベスト8）
4. ガブリエラ・サバティーニ　（ベスト4）
5. ジーナ・ガリソン　（準優勝）
6. アランチャ・サンチェス　（1回戦）
7. カテリナ・マレーバ　（ベスト8）
8. マニュエラ・マレーバ・フラニエール　（1回戦）
9. メアリー・ジョー・フェルナンデス　（大会開始前に棄権）
10. ヘレナ・スコバ　（4回戦）
11. ナタリア・ズベレワ　（ベスト8）
12. ジェニファー・カプリアティ　（4回戦）
13. ヤナ・ノボトナ　（ベスト8）
14. ジュディス・ヴィースナー　（4回戦）
15. ロザリン・フェアバンク　（2回戦）
16. バルバラ・パウルス　（1回戦）

## 大会経過

### 男子シングルス
準々決勝
- イワン・レンドル vs.  ブラッド・ピアース　6-4, 6-4, 5-7, 6-4
- ステファン・エドベリ vs.  クリスチャン・ベルグストロム　6-3, 6-2, 6-4
- ゴラン・イワニセビッチ vs.  ケビン・カレン　4-6, 6-4, 6-4, 6-7, 6-3
- ボリス・ベッカー vs.  ブラッド・ギルバート　6-4, 6-4, 6-1

準決勝
- ステファン・エドベリ vs.  イワン・レンドル　6-1, 7-6, 6-3
- ボリス・ベッカー vs.  ゴラン・イワニセビッチ　4-6, 7-6, 6-0, 7-6

### 女子シングルス
準々決勝
- シュテフィ・グラフ vs.  ヤナ・ノボトナ　7-5, 6-2
- ジーナ・ガリソン vs.  モニカ・セレシュ　3-6, 6-3, 9-7
- ガブリエラ・サバティーニ vs.  ナターシャ・ズベレワ　6-2, 2-6, 8-6
- マルチナ・ナブラチロワ vs.  カテリナ・マレーバ　6-1, 6-1

準決勝
- ジーナ・ガリソン vs.  シュテフィ・グラフ　6-3, 3-6, 6-4
- マルチナ・ナブラチロワ vs.  ガブリエラ・サバティーニ　6-3, 6-4

## 決勝戦の結果
男子シングルス
- ステファン・エドベリ vs.  ボリス・ベッカー　6-2, 6-2, 3-6, 3-6, 6-4

女子シングルス
- マルチナ・ナブラチロワ vs.  ジーナ・ガリソン　6-4, 6-1

男子ダブルス
- リック・リーチ＆ ジム・ピュー vs.  ピーター・アルドリッチ＆ ダニー・ヴィッサー　7-6, 7-6, 7-6

女子ダブルス
- ヘレナ・スコバ＆ ヤナ・ノボトナ vs.  キャシー・ジョーダン＆ エリザベス・スマイリー　6-3, 6-4

混合ダブルス
- リック・リーチ＆ ジーナ・ガリソン vs.  ジョン・フィッツジェラルド＆ エリザベス・スマイリー　7-5, 6-2

## みどころ
- 女子シングルス優勝者のマルチナ・ナブラチロワが、ウィンブルドン優勝の大会歴代1位記録「9勝」に到達した。こうしてナブラチロワは、1938年にヘレン・ウィルス・ムーディが樹立したウィンブルドン「8勝」の最多優勝記録を52年ぶりに更新した。ナブラチロワの4大大会女子シングルス優勝記録も「18勝」となり（全豪オープン3勝＋全仏オープン2勝＋ウィンブルドン9勝＋全米オープン4勝＝総計18勝）、彼女のライバルであったクリス・エバートと並んで（当時の）女子歴代3位タイ記録に届く。これがナブラチロワの最後の4大大会シングルス優勝になった。
- 女子シングルスでは、第12シードに選ばれたジェニファー・カプリアティが「14歳2ヶ月」でテニス4大大会史上最年少シード選手の記録を更新した。女子第1シードのシュテフィ・グラフが準決勝で敗れ、1987年全仏オープンから続けてきた4大大会女子シングルス決勝の連続進出記録が「13」で止まった。
- 男子シングルスでは、当時18歳9ヶ月だったゴラン・イワニセビッチ（当時ユーゴスラビア）の準決勝進出が注目を集めた。イワニセビッチは先の全仏オープン1回戦でボリス・ベッカーを破り、このウィンブルドンでも準決勝でベッカーを 6-4, 6-7, 0-6, 6-7 まで追い詰めた。